# Sân vận động Mercedes-Benz
Sân vận động Mercedes-Benz (tiếng Anh: Mercedes-Benz Stadium) là một sân vận động đa năng nằm ở Atlanta, Georgia, Hoa Kỳ. Khai trương vào tháng 8 năm 2017 để thay thế cho Georgia Dome, sân vận động là sân nhà của Atlanta Falcons của National Football League và Atlanta United FC của Major League Soccer (MLS), Sân vận động thuộc sở hữu của chính quyền bang Georgia thông qua Cơ quan Trung tâm hội nghị thế giới Georgia, và được điều hành bởi Tập đoàn AMB, công ty mẹ của Falcons và Atlanta United. Vào tháng 6 năm 2016, tổng chi phí xây dựng của sân ước tính khoảng 1,6 tỷ đô la Mỹ.
Sân vận động chính thức khánh thành vào ngày 26 tháng 8 năm 2017 với trận đấu tiền mùa giải của Falcons với Arizona Cardinals, mặc dù hệ thống mái che có thể thu vào chưa hoàn thiện vào thời điểm đó. Một số sự kiện trước đây được tổ chức tại Georgia Dome đã chuyển đến Sân vận động Mercedes-Benz sau khi hoàn thành, bao gồm cả trận đấu vô địch bóng bầu dục SEC và Peach Bowl. Vào năm 2018, sân đã tổ chức College Football Playoff National Championship và Cúp MLS (vì Atlanta United có lợi thế sân nhà) và tổ chức Super Bowl LIII vào năm 2019.